# Mastigoteuthidae
Mastigoteuthidae zijn een familie van weekdieren uit de klasse van de Cephalopoda (inktvissen). 

## Geslachten
- Echinoteuthis Joubin, 1933
- Idioteuthis Sasaki, 1916
- Magnoteuthis Salcedo-Vargas & Okutani, 1994
- Mastigopsis Grimpe, 1922
- Mastigoteuthis Verrill, 1881
- Mastigotragus Young, Vecchione & Braid, 2014

### Synoniemen
- Chiroteuthopsis Pfeffer, 1900 ==> Mastigoteuthis Verrill, 1881